# 261 г. пр.н.е.
261 (двеста шестдесет и първа) година преди новата ера (пр.н.е.) е година от доюлианския (Помпилийски) римски календар.

## Събития

### В Римската република
- Консули са Луций Валерий Флак и Тит Отацилий Крас.
- Продължава Първата пуническа война:
  - Картагенците използват Сардиния като база за извършване на набези срещу италианското крайбрежие.[1]
  - Римляните построяват своя флот.[1] Техните нови кораби са построени на основа на модела на картагенска квинквирема, която попада в техните ръце.

### В Гърция
- Цар Александър II нахлува в Македония, но е отблъснат и дори прогонен от собственото си царство Епир, като намира убежище в Акарнания.[2]
- Атина е принудена да капитулира пред обсадилия я македонския цар Антигон II Гонат.[2] Край на Хремонидовата война.
- Възможно е през тази година да се е разиграла морска битка при остров Кос, в която флотът на Антигон побеждава флота на Птолемей II, който дотогава е на страната на Атина.[2]

### В Египет
- Аполоний става финансов министър на Птолемей II.[3]
- Зенон от Каунос пристига в Египет.[3]

### В империята на Селевкидите
- Антиох I Сотер е наследен на трона от Антиох II Теос.[3]

## Починали
- Антиох I Сотер, вторият владетел на династията на Селевкидите (роден 324 г. пр.н.е.)